# Bundesgesetz über die Stempelabgaben
Die Schweizerische Eidgenossenschaft erhebt basierend auf dem Bundesgesetz vom 27. Juni 1973 über die Stempelabgaben (StG) sogenannte Stempelsteuern, eine Form einer Rechtsverkehrsteuer, auf die Emission und den Handel mit Wertpapieren. Namentlich wird einerseits die sogenannte Emissionsabgabe auf die Emission von Wertpapieren wie Aktien erhoben. Seit 1. März 2012 wird sie nicht mehr auf die Emission von Obligationen und Geldmarktpapieren erhoben, die im Rahmen eines gesetzgeberischen Ansatzes zur Lösung der Too-big-to-fail-Problematik von der Besteuerung ausgenommen wurden. Zum anderen wird die sogenannte Umsatzabgabe auf den Handel mit Wertpapieren wie Aktien und Obligationen erhoben, sofern ein Effektenhändler als Vertragspartei oder als Vermittler am Geschäft beteiligt ist. Es handelt sich also um eine Form der Börsenumsatzsteuer. Allerdings kennt das Gesetz eine Vielzahl von Ausnahmen betreffend der Person der Steuerpflichtigen, insbesondere sind gewerbsmässige Wertschriftenhändler von der Steuerpflicht ausgenommen. Zuletzt wird eine Abgabe auf Versicherungsprämien erhoben. Diese müssen dem Bund unter Aufsicht gestellte Versicherer bei Abschluss einer Versicherung und inländische Versicherungsnehmer, die eine Versicherung mit einem ausländischen Versicherer abgeschlossen haben, zahlen. Die Umsetzung des Bundesgesetzes über die Stempelabgaben ist in der Verordnung vom 3. Dezember 1973 über die Stempelabgaben (StV) näher umschrieben. Die Einnahmen aus den Stempelabgaben betrugen im Jahr 2010 rund 2,8 Mrd. Franken und machten damit etwa 4,5 % der Steuereinnahmen des Bundes aus.

## Geschichte
Die Stempelsteuer wurde in Anlehnung an die französische Revolutionsgesetzgebung in der Helvetik eingeführt. 1803 beschloss die Tagsatzung, die Verfügungsgewalt über das Stempelwesen den Kantonen vorzubehalten. 1917 übertrug Art. 41bis der aBV die Kompetenz zur Erhebung der Stempelsteuer dem Bund. Sie wurde schliesslich 1918 eingeführt.

## Emissionsabgabe (Art. 5 ff. StG)

### Allgemeines

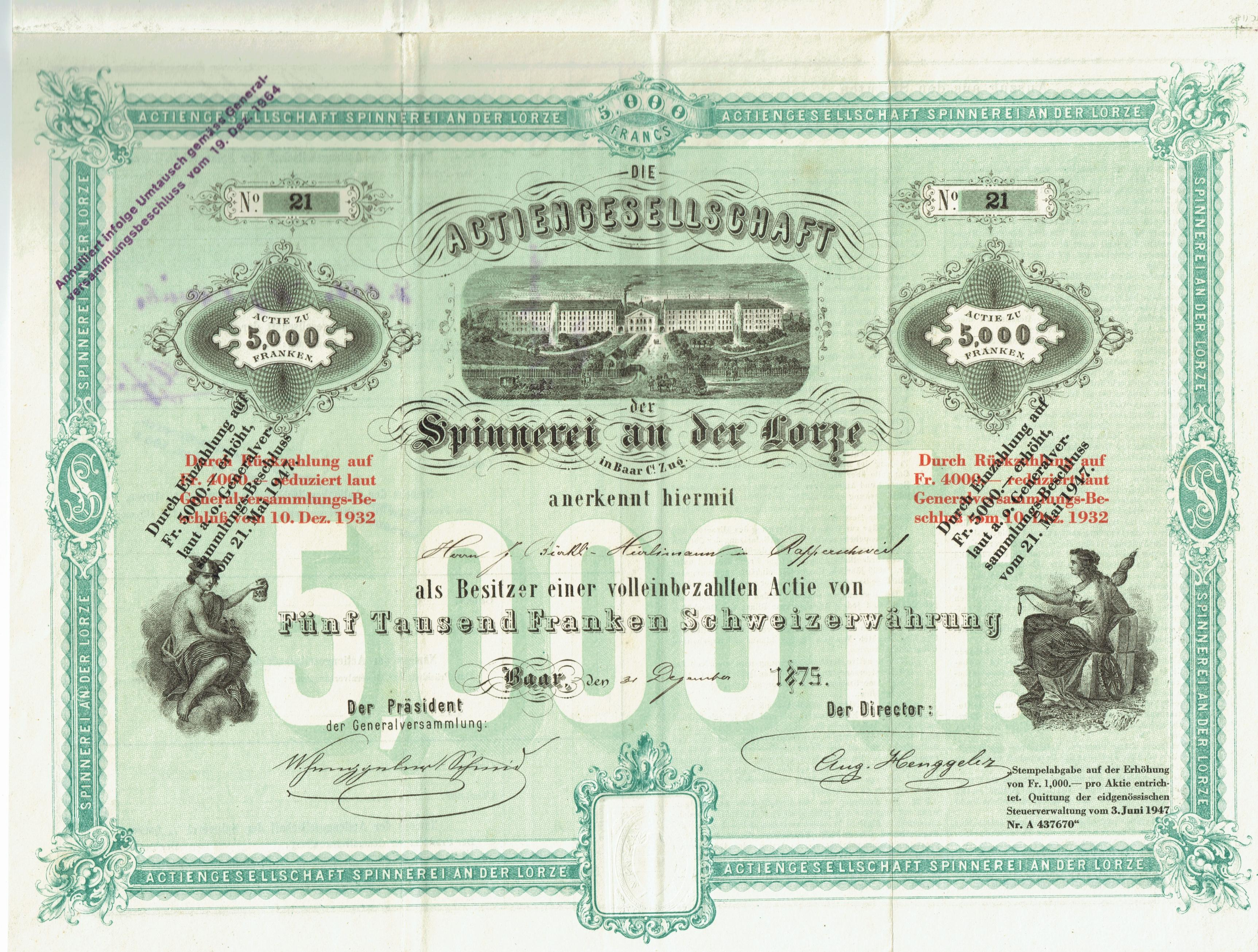
Aktie der Spinnerei an der Lorze mit Stempelaufdrucken von 1947 über die Kapitalerhöhung und der erfolgten Stempelabgabe

Die Emissionsabgabe wird auf die Emission von Beteiligungsrechten, namentlich Aktien, Partizipationsscheinen, Genussscheinen, GmbH-Stammanteilen und Genossenschaftsanteilen, oder die Erhöhung des Nennwerts derselben durch einen inländischen Emittenten erhoben. Der Emission von Beteiligungsrechten gleichgestellt sind Zuschüsse der Genossenschafter respektive Gesellschafter sowie sogenannte Mantelhandel, also der Verkauf einer Mehrheit einer Gesellschaft, die in liquide Form gebracht wurde. Die Höhe der Abgabe beträgt 1 % und wird von der Gegenleistung, die die Gesellschaft für die Beteiligungsrechte erhält, berechnet. Die Berechnungsgrundlage kann aber nicht kleiner als der Nennwert sein. Im Falle von Zuschüssen dient der Betrag des Zuschusses die Berechnungsgrundlage dar, im Falle des Mantelhandels das Reinvermögen im Zeitpunkt des Handwechsels, mindestens aber der Nennwert aller Beteiligungsrechte. Auf die Emission von Genussscheinen, die unentgeltlich sind, beträgt die Emissionsabgabe pauschal CHF 3 je Schein. Abgabepflichtig ist der Emittent der steuerpflichtigen Beteiligungsrechte. Die Steuerschuld ist binnen 30 Tagen nach der Entstehung, namentlich der Eintragung der Beteiligungsrechte im Handelsregister, zu begleichen.
Von der Emissionsabgabe ausgenommen sind insbesondere Kapitalerhöhungen im Falle einer offenen Sanierung sowie im Falle gewisser Umstrukturierungen wie Unternehmensfusionen. Auf die Emission von Obligationen und Geldmarktpapieren wird seit dem 1. März 2012 keine Emissionsabgabe mehr erhoben. Ferner gibt es einen Freibetrag von CHF 1'000'000, auf den bei einer Gründung oder einer Kapitalerhöhung keine Emissionsabgabe zu entrichten ist.

### Beispiele
Die Müller AG erhöht ihr Aktienkapital von 2'000'000 auf 2'500'000 Franken. Sie muss somit 5'000 Franken Emissionsabgabe bezahlen (1 % von 500'000).
Die Meier AG erhöht ihr Aktienkapital von 100'000 auf 200'000 Franken. Da der Betrag unter 1'000'000 Franken liegt, muss die Meier AG keine Emissionsabgabe bezahlen.

## Umsatzabgabe (Art. 13 ff. StG)

### Allgemeines
Die Umsatzabgabe wird auf die entgeltliche Übertragung von Wertschriften erhoben. Besteuert wird namentlich der Handel mit Aktien, Obligationen, GmbH-Stammanteilen, Genossenschaftsanteilen, Partizipationsscheinen, Genussscheinen sowie Anteile an kollektiven Kapitalanlagen, sofern am Geschäft ein inländischer Effektenhändler als Vertragspartei oder als Vermittler beteiligt ist. Die Höhe der Abgabe beträgt 1,5 ‰ bei inländischen und 3,0 ‰ des Kaufpreises bei ausländischen Wertschriften. Abgabepflichtig ist der Effektenhändler und die Fälligkeit beträgt 30 Tage. Üblicherweise wird der Effektenhändler, sofern er auf fremde Rechnung handelt, die Steuer aber auf seinen Auftraggeber überwälzen.
Allerdings kennt das Gesetz eine Vielzahl von Ausnahmen. Die zwei wichtigsten Ausnahmen sind erstens alle Geschäfte, die der Emissionsabgabe unterstellt sind, sowie zweitens alle Geschäfte, die aus dem Handelsbestand eines gewerbsmässigen Effektenhändlers getätigt werden (steuerpflichtig ist der gewerbsmässige Effektenhändler hingegen für Wertschriften in seinem Anlagevermögen). Des Weiteren sind Geldmarktpapiere, die Geschäfte ausländischer Notenbanken und Sozialversicherungen, die Geschäfte in- und ausländischer kollektiver Kapitalanlagen sowie ausländische Obligationen, wenn mindestens eine Vertragspartei ausländischer Herkunft ist, nicht der Umsatzabgabe unterstellt.

### Beispiel
A beauftragt seine Bank X Aktien im Wert von CHF 1'000'000 des inländischen Unternehmens Y zu kaufen. Bei Aktien handelt es sich um eine steuerpflichtige Urkunde und die Bank X ist ein Effektenhändler im Sinne des Gesetzes, der als Vermittler auftritt. Die Bank ist demzufolge verpflichtet, die Umsatzabgabe in der Höhe von 1,5 ‰ der Kaufsumme – bei Y handelt es sich um ein inländisches Unternehmen – zu entrichten. Die CHF 1'500 wird die Bank dem A überwälzen.

## Abgabe auf Versicherungsprämien (Art. 21 ff. StG)

### Allgemeines
Nach Art. 21 StG sind Gegenstand der Bestimmung «Versicherungen, die zum inländischen Bestand eines der Aufsicht des Bundes unterstellten oder eines inländischen öffentlich-rechtlichen Versicherers gehören; die ein inländischer Versicherungsnehmer mit einem nicht der Bundesaufsicht unterstellten ausländischen Versicherer abgeschlossen hat.» Ausgenommen von dieser Prämienzahlung sind:
- nichtrückkaufsfähige Lebensversicherungen;
- Lebensversicherungen, die der beruflichen Altersvorsorge dienen;
- Lebensversicherungen, die im Ausland abgeschlossen wurden;
- Kranken- und Invaliditätsversicherungen;
- Unfallversicherungen;
- Transportversicherungen für Güter;
- Versicherungen für Elementarschäden an Kulturland und Kulturen;
- Arbeitslosenversicherungen;
- Hagel-, Vieh- und Rückversicherungen
- Kaskoversicherungen für Luftfahrzeuge und Schiffe, soweit sie im Wesentlichen im Ausland der gewerbsmässigen Beförderung von Personen und Gütern dienen;
- Feuer‑, Diebstahl‑, Glas‑, Wasserschaden‑, Kredit‑, Maschinen- und Schmuckversicherung (Art. 22)

Nach Art. 23 beträgt die Abgabe 5 % der Barprämie. Für Lebensversicherung müssen nur 2,5 % gezahlt werden.

## Volksabstimmung vom 13. Februar 2022 über die Gesetzesänderung vom 18. Juni 2021 (fakultatives Referendum)

### Chronologie
Am 10. Dezember 2009 reichte die FDP-Liberale Fraktion der Bundesversammlung eine parlamentarische Initiative ein. Diese verlangte die Abschaffung der Emissionsabgabe und der Abgabe auf Versicherungsprämien per 1. Januar 2011 sowie die Abschaffung der Umsatzabgabe und die Ausserkraftsetzung des ganzen Bundesgesetzes über die Stempelabgaben auf den 1. Januar 2016. Die Kommission für Wirtschaft und Abgaben des Nationalrates entschied sich für eine schrittweise Umsetzung der Anliegen der Initiative. Am 12. November 2012 unterbreitete sie eine erste Vorlage für die Abschaffung der Emissionsabgabe auf Eigenkapital. Die Behandlung des Geschäftes wurde mehrere Male sistiert, weshalb die Entscheidung darüber im Parlament erst zwölf Jahre später stattfand. In den Schlussabstimmungen vom 18. Juni 2021 nahm der Nationalrat die erste Vorlage, die Abschaffung der Emissionsabgabe auf Eigenkapital mit 120 zu 70 Stimmen bei fünf Enthaltungen an; der Ständerat stimmte mit 29 zu 14 Stimmen bei einer Enthaltung zu. Für die Annahme der Vorlage stimmten die SVP-Fraktion, die FDP-Liberale Fraktion, die Mitte-Fraktion sowie die Grünliberale Fraktion. Gegen die Annahme der Vorlage stimmten die Sozialdemokratische und die Grüne Fraktion.
Am 17. August 2020 hatte die Kommission für Wirtschaft und Abgaben des Nationalrates die zweite Vorlage für die Umsetzung der parlamentarischen Initiative der FDP-Liberalen Fraktion vorgelegt, die Abschaffung der Stempelabgaben auf dem Umsatz von inländischen Urkunden und auf der Zahlung von Lebensversicherungsprämien. Auf diese Vorlage ist der Nationalrat am 30. September 2021 entgegen dem Antrag seiner vorberatenden Kommission fast einstimmig nicht eingetreten. Für den Meinungsumschwung der bürgerlichen Fraktionen, welche die Vorlage in der Kommission noch unterstützt hatten, war vor allem die Überlegung massgebend, dass sich der Bund im Moment die damit verbundenen weiteren Einnahmenausfälle von rund 220 Millionen Franken pro Jahr im Kontext der Coronavirus-Pandemie nicht leisten könne.
Das fakultative Referendum gegen die Änderung vom 18. Juni 2021 des Stempelsteuergesetzes wurde von der SP sowie von den Grünen lanciert. Es wurde am 5. Oktober 2021 eingereicht und am 17. November 2021 mit 57'529 gültigen Unterschriften von der schweizerischen Bundeskanzlei für zustande gekommen erklärt.

### Argumente

#### Argumente des Referendumskomitees
Von der Abschaffung der Emissionsabgabe profitierten grösstenteils internationale Grosskonzerne, Banken und Versicherungen. Das entstandene Finanzierungsloch, das sich beim Wegfallen der Emissionsabgabe auf durchschnittlich 250 Millionen Franken beläuft, müsse das gemeine Volk füllen. Denn seit 25 Jahren würden die Steuern für Unternehmen in kleinen Schritten («Salamitaktik») reduziert, was jährlich zu 5 Milliarden Einbussen im Staatsetat führe, die mit der Erhöhung der Mehrwertsteuer und der stärkeren Belastung der Renten und Löhne kompensiert würde. Dasselbe werde auch nach dieser Steuererleichterung folgen. Noch dazu komme die momentan grassierende COVID-19-Pandemie, die – weil der Bundesrat Umsatzeinbussen und Härtehilfen auszahlen muss – noch zu einer Mehrbelastung des Finanzhaushaltes führt, und diesen um weitere 250 Millionen zu verkleinern, sei verantwortungslos.

#### Argumente der Befürworter der Gesetzesänderung
Die Schweiz sei eines der wenigen Länder, das eine Emissionsabgabe kenne. Diese verteuert Investitionen und schwäche die Schweizer Ökonomie. Anders als das Referendumskomitee erachten die Befürworter die Abschaffung während einer Rezession als opportun, da Unternehmen in dieser Phase wirtschaftlicher Kontraktion mehr Eigenkapital (z. B. Aktien) aufnehmen müssen, um überleben zu können. Zugleich sei die Emissionsabgabe an sich ungerecht, denn sie benachteilige junge Unternehmen, die zumeist weniger Gewinn erwirtschaften, mit dem sie ihre Investitionen finanzieren können. Auch beachte die Emissionsabgabe weder die Rentabilität des Unternehmens noch die ökonomische Leistungsfähigkeit. Zuletzt erhöhe sie das Risiko für Verschuldung, die volkswirtschaftlich sehr schlecht ist. Denn die Emissionsabgabe belaste nur das Eigenkapital und nicht das Fremdkapital (Kredite), was falsche Anreize setzen könnte.

### Meinungsumfragen
| Institut  | Auftraggeber | Datum                              | Befragte | Ja | Eher Ja | Unentschieden Keine Antwort | Eher Nein | Nein |
| --------- | ------------ | ---------------------------------- | -------- | -- | ------- | --------------------------- | --------- | ---- |
| LeeWas    | Tamedia      | 3. Januar – 4. Januar 2022         | 13'120   | 23 | 7       | 15                          | 12        | 43   |
| gfs. Bern | SRG SSR      | 17. Dezember 2021 – 3. Januar 2022 | 8819     | 22 | 20      | 9                           | 22        | 27   |
| LeeWas    | Tamedia      | 3. Januar – 4. Januar 2022         | 13’342   | 26 | 6       | 10                          | 9         | 49   |
| LeeWas    | Tamedia      | 27. Januar – 28. Januar 2022       | 10'363   | 31 | 4       | 5                           | 5         | 55   |

Bemerkungen: Angaben in Prozent. Das Datum bezeichnet den mittleren Zeitpunkt der Umfrage, nicht den Zeitpunkt der Publikation der Umfrage.

### Volksabstimmung

#### Parteipositionen
FDP, SVP, Die Mitte und die GLP befürworteten die Abschaffung der Emissionsabgabe; SP, Grüne, EVP, EDU und SD lehnten sie ab.

#### Ergebnisse
| Kanton                           | Ja (%)  | Nein (%) | Beteiligung (%) |
| -------------------------------- | ------- | -------- | --------------- |
| Zürich                           | 37,10 % | 62,90 %  | 47,28 %         |
| Bern                             | 29,48 % | 70,52 %  | 45,46 %         |
| Luzern                           | 39,45 % | 60,55 %  | 45,67 %         |
| Uri                              | 35,88 % | 64,12 %  | 37,18 %         |
| Schwyz                           | 43,79 % | 56,21 %  | 47,23 %         |
| Obwalden                         | 43,14 % | 56,86 %  | 46,60 %         |
| Nidwalden                        | 46,58 % | 53,42 %  | 48,05 %         |
| Glarus                           | 37,03 % | 62,97 %  | 44,08 %         |
| Zug                              | 51,12 % | 48,88 %  | 50,39 %         |
| Freiburg                         | 36,21 % | 63,79 %  | 38,80 %         |
| Solothurn                        | 33,71 % | 66,29 %  | 41,88 %         |
| Basel-Stadt                      | 33,90 % | 66,10 %  | 48,62 %         |
| Basel-Landschaft                 | 34,09 % | 65,91 %  | 43,64 %         |
| Schaffhausen                     | 38,20 % | 61,80 %  | 65,99 %         |
| Appenzell Ausserrhoden           | 37,58 % | 62,42 %  | 46,14 %         |
| Appenzell Innerrhoden            | 40,69 % | 59,31 %  | 39,95 %         |
| St. Gallen                       | 37,98 % | 62,02 %  | 42,62 %         |
| Graubünden                       | 41,06 % | 58,94 %  | 39,93 %         |
| Aargau                           | 38,25 % | 61,75 %  | 41,89 %         |
| Thurgau                          | 38,11 % | 61,89 %  | 41,74 %         |
| Tessin                           | 45,43 % | 54,57 %  | 43,61 %         |
| Waadt                            | 40,50 % | 59,50 %  | 42,44 %         |
| Wallis                           | 40,19 % | 59,81 %  | 41,85 %         |
| Neuenburg                        | 35,42 % | 64,58 %  | 38,32 %         |
| Genf                             | 39,46 % | 60,54 %  | 40,69 %         |
| Jura                             | 29,46 % | 70,54 %  | 36,10 %         |
| Schweizerische Eidgenossenschaft | 37,33 % | 62,67 %  | 44,02 %         |